# Structured data
Structured data (Engels voor 'gestructureerde gegevens') is markup die aan de broncode van een website kan worden toegevoegd in de vorm van JSON-LD- of RDFa-code.
Via de info in deze structured data kan een zoekmachine, zoals Google, een preciezer antwoord bieden op de zoekintentie van de gebruiker. Dit kan invloed hebben op de zoekmachineoptimalisatie (SEO) en doorklikratio (CTR) vanuit de zoekresultatenpagina (SERP). De metadata kan niet alleen worden gebruikt voor zoekmachines. Het automatisch verrijken van links naar externe sites komt ook voor.
Voorbeelden van gestructureerde gegevens die kunnen worden opgenomen zijn afbeeldingen, artikelnummer en prijs van het getoonde product, adresgegevens, gemiddeld cijfer voor recensies.
Afspraken over de te gebruiken syntaxis en welke elementen kunnen worden gebruikt worden bijgehouden door Schema.org, een informeel verbond waarin onder meer de grote zoekmachinefabrikanten plaats hebben.
Er is een zekere mate van overlap tussen Structured data en Open Graph, een metadata-annotatiespecificatie gepropageerd door Facebook.